# Весёлое сновидение, или Смех и слёзы
«Весёлое сновидение, или Смех и слёзы» — советский художественный телевизионный цветной фильм, поставленный на киностудии «Ленфильм» в 1976 году режиссёром Игорем Усовым по пьесе Сергея Михалкова «Смех и слёзы». Первая серия — «Король Унылио»; вторая серия — «Принц Чихалья».

## Сюжет
Любитель шахмат Андрюша Попов простудился. В ночь перед игрой с гроссмейстером Карповым ему снится сон, где он попадает в страну игр во главе со всешахматным королём Унылио VII, трон которого пытаются захватить коварные карты. Наследник престола уже шесть лет как тяжко болен, и этим терзаются все жители государства: веселье и смех под запретом, по крайней мере во дворце. На фоне болезни принца политическая ситуация ослабла, и этим умело пользуются двое сильнейших людей страны.
Пиковый валет, воспитатель болезненного принца Чихальи, и его подруга Крестовая дама (ближайшие фавориты короля Унылио VII) плетут интриги с целью устранения наследника и захвата трона. Для этого в ход идут «страшные рассказки», разные снадобья и, наконец, вызов в страну шахмат троюродной тётки Валета — знаменитой Пиковой дамы Карганы. С помощью волшебного кисета с табаком она зачаровывает шахматы, превращая их в «подобие предков» — пленников шахматных клеток. Но свободными от заклятия остались Андрюша и принц. Они уходят в путешествие за магическим оживляющим помидором.
Несмотря на происки дуэта интриганов, друзья добывают помидор и освобождают от заклятия шахматы и короля. Судьба заговорщиков неизвестна, а Андрюша узнаёт, что у короля нет сына и что друг его — это принцесса, чьё существование скрывали, чтобы карты не прознали, что в стране нет наследника трона.

## Персонажи
- Андрюша Попов — пионер из 5 «Б», заядлый любитель шахмат. Попадая во сне в страну шахмат, он очень быстро знакомится с самим королём и министром двора Патиссоне; излечивает принца и добывает вместе с ним волшебный помидор. Андрюша прямодушен, находчив и смел.
- Чихалья — наследный принц страны шахмат, болезненный, скромный и печальный, однако может быть храбрым и решительным. Много времени слушал специальные страшные «рассказки» и практически не смеялся. Андрюша вылечил его и сделал крепче. Чихалья отправился с новым другом за волшебным помидором. В конце фильма выясняется, что он не мальчик, а девочка, чьё существование скрывали из политических целей.
- Патиссоне — шахматный офицер, королевский советник, министр двора «с портфелем», забавный и умный, но очень рассеянный и забывчивый. Вечно враждует с Валетом, хотя по своему влиянию они примерно равны. Носит с собою книжку со всякими рифмами.
- Кривелло — Пиковый валет, министр без портфеля. Принадлежит к Атласной Колоде. Дружит с Двуличе, дамой треф, обожает её. Умён, хитёр, коварен и комичен. Является вечным соперником Патиссоне и участвует в заговоре с целью извести предполагаемого наследника. У Валета есть троюродная тётка — Пиковая дама Каргана. В конце фильма приносит покаяние вместе с Двуличе, но их судьба остаётся неизвестной.
- Двуличе — Дама треф и по совместительству статс-дама во дворце Унылио VII, подруга и сообщница Валета, явно к нему неравнодушна. Очень хитроумная и коварная интриганка, мечтает о престоле, поэтому и организовала заговор, желая уничтожить принца.
- Шут — шут во дворце Унылио VII, певец, философ и романтик. Вынужден был читать принцу «рассказки» Пикового валета. Единственный (за исключением мага Универа) посвящённый в тайну престолонаследника, о которой пропел песню в конце фильма.
- Унылио VII — король страны шахмат, любящий отец Чихальи. Разговаривает только рифмами, но в конце фильма переходит на прозу. Его далёкий предок, король Унылио II, вёл войну против представителей азартных игр, но во время обращения к воинам позабыл рифму к слову «железо», вследствие чего он «получил пат» и был принуждён разрешить картам жить в своей стране. В итоге король объявляет «карточный вопрос» решённым и приказывает выселить их из государства.
- Каргана — знаменитая Пиковая дама, троюродная тётка Валета, легендарная колдунья из соответствующего рода. Пронырлива и догадлива, 200 с половиной лет от роду. Некогда возглавляла армию карт-сепаратистов и победила в затяжной войне с королём Унылио II, заключив с ним договор о хождении своего народа в стране шахмат. Каргана владеет кисетом с волшебным табаком и небольшим поместьем (заколдованным островом Флеш, охраняемым псом по имени Туз), а также «волшебным помидором» — единственным предметом, способным рассеять её чары. Была обокрадена и побеждена Андрюшей и Чихальей.
- Маг Универ — учёный-астроном, звездочёт, родной дядя Патиссоне, возрастом примерно 500 лет. Знает о том, что у короля Унылио есть дочь, но не знает о том, что её выдают за принца. Помог Андрюше и Чихалье найти волшебный помидор и победить Каргану.

## В ролях
- Серёжа Крупеников — Андрюша Попов
- Юля Шулепова — Люба-«Чихалья»
- Сергей Филиппов — король Унылио VII
- Владимир Труханов — Патиссоне, министр двора в чине шахматного офицера
- Георгий Вицин — Кривелло, Пиковый валет, министр без портфеля / пёс Тузик (озвучивание)
- Валентина Кособуцкая — Двуличе, Дама треф
- Валентин Никулин — Шут
- Анатолий Алексеев — начальник стражи
- Валентина Ковель — Пиковая дама Каргана, тётка Кривелло
- Олег Попов — маг Универ, астроном-звездочёт
- Евгений Моргунов — Туз Пик
- Николай Озеров — комментатор

## Съёмочная группа
- Автор сценария — Арнольд Витоль
- Режиссёр-постановщик — Игорь Усов
- Оператор-постановщик — Александр Дибривный
- Художник-постановщик — Игорь Вускович
- Композитор — Андрей Петров
- Текст песен — Татьяны Калининой